# Kötschlitz
Kötschlitz is een plaats en voormalige gemeente in de Duitse deelstaat Saksen-Anhalt, en maakt deel uit van de Landkreis Saalekreis.
Kötschlitz telt 931 inwoners.